# Getap (Shirak)
Getap (in armeno Գետափ?) è un comune di 822 abitanti (2010) della Provincia di Shirak in Armenia.